# Таш-Короо (Ошская область)
Таш-Короо (кирг. Таш-Короо) — село в Алайском районе Ошской области Кыргызстана. Входит в состав Гульчинского айылного аймака.

## География
Село расположено в южной части области, в высокогорной зоне, на расстоянии приблизительно 7 километров (по прямой) к юго-западу от села Гульча, административного центра района. Абсолютная высота — 1996 метров над уровнем моря.

## Население
Согласно оценочным данным Национального статистического комитета Кыргызской Республики, численность населения села на начало 2023 года составляла 1457 человек.
| год     | 2009 | 2014 | 2015 | 2020 | 2021 | 2023 |
| ------- | ---- | ---- | ---- | ---- | ---- | ---- |
| человек | 1298 | 1452 | 1388 | 1435 | 1411 | 1457 |